# Karis

Ehemaliges Wappen von Karis

Karis [ˈkɑːrɪs], finn. Karjaa [ˈkɑrjɑː], ist eine ehemals selbstständige Stadt im Süden Finnlands. Heute gehört Karis verwaltungsmäßig zur Stadt Raseborg, welche Anfang 2009 durch den Zusammenschluss der Städte Ekenäs und Karis sowie der Gemeinde Pohja entstand.

## Geografie und Bevölkerung
Karis liegt in der Landschaft Uusimaa 70 Kilometer westlich der Hauptstadt Helsinki nicht weit von der Küste. Karis ist Endbahnhof des Schienennahverkehrs in der Region Helsinki. Viele Einwohner pendeln zur Arbeit in die Hauptstadt. Die Hochgeschwindigkeitszüge von Helsinki nach Turku halten am Bahnhof von Karis, an dem die Bahnstrecke nach Hanko abzweigt. Zudem liegt Karis an der Königsstraße, dem alten Weg der schwedischen Könige von Turku nach Viborg. Heute ist die Königsstraße eine touristische Route.
Die Stadt Karis hatte eine Fläche von 214,76 km² (davon 17,94 km² Binnengewässer). Außer dem eigentlichen Ort (taajama) Karis gehörten zum administrativen Stadtgebiets auch Teile des ländlichen Umlands. Die Einwohnerzahl der Stadt betrug zuletzt 9.155, davon 61 % Finnlandschweden. Karis war offiziell zweisprachig mit Schwedisch als Mehrheits- und Finnisch als Minderheitssprache.

## Geschichte

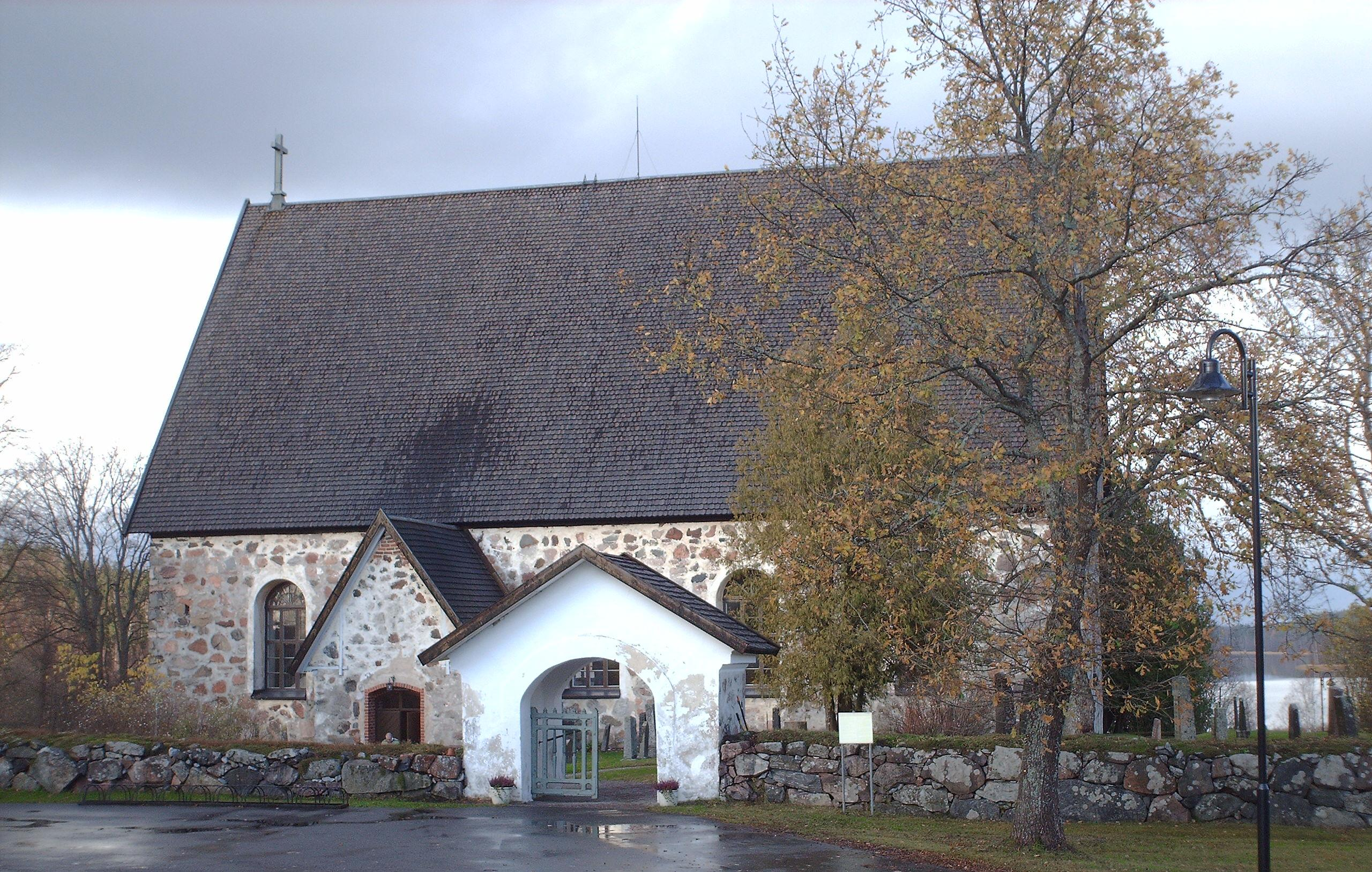
Die Kirche von Karis

Die erste urkundliche Erwähnung von Karis stammt aus dem Jahr 1326. Im Mittelalter war Karis dank der Burgen Raseborg, Grabbacka und Junkarsborg einer der wichtigsten Orte in Uusimaa. Die Burg Raseborg befindet sich heute auf dem Gebiet von Ekenäs, die Ruinen der beiden anderen Burgen können in Karis besichtigt werden. Grabbacka wurde Ende des 15. Jahrhunderts erbaut und 1672 durch einen Brand zerstört. Die Burg Junkarsborg war aus Holz gebaut und stammt wahrscheinlich aus der ersten Hälfte des 14. Jahrhunderts, wurde aber schon um das Jahr 1400 aufgegeben. Die St.-Katharinen-Kirche von Karis wurde 1470 geweiht. Mitte des 16. Jahrhunderts gründete der schwedische König Gustav I. Wasa in Svartå (Mustio) auf dem Gebiet der Gemeinde Karis die erste Eisenhütte Finnlands. Sie ist bis heute in Betrieb. In Svartå entstand auch eine Holzkirche (1761) und ein Gutshof im Rokoko-Stil (1793). Die Gemeinde Karis wurde 1870 gegründet. Der Hauptort Karis löste sich 1930 als eigenständiger Marktflecken (köping / kauppala) von der umliegenden Landgemeinde Karis. 1969 wurde die Landgemeinde wieder in den Marktflecken eingemeindet, 1977 erhielt Karis den Status einer Stadt. 2009 endete die kommunale Selbstständigkeit von Karis mit der Eingemeindung nach Raseborg.

## Persönlichkeiten
Der Choreograph Kenneth Kvarnström (* 1963) sowie die Handballspieler Mikael Källman (* 1964) und Benjamin Helander (* 1998) wurden in Karis geboren.